# John Baraza
John Baraza (Naivasha, 3 de junho de 1974) é um ex-futebolista profissional queniano que atuava como atacante.

## Carreira
John Baraza representou o elenco da Seleção Queniana de Futebol no Campeonato Africano das Nações de 2004.